# 인천 남동구의 국회의원

## 행정구역 변천
- 1988년 1월 1일 인천직할시 남구 구월동·간석동·남촌동·만수동·장수동·서창동·운연동·도림동·수산동·논현동·고잔동·선학동 일부·동춘동 일부에 인천직할시 남동구 설치
- 1995년 1월 1일 인천광역시 남동구

## 인천 남동구의 역대 국회의원 일람
| 대수   | 이름           | 소속정당     | 임기                               | 선거구역 | 비고                                 |
| ------ | -------------- | ------------ | ---------------------------------- | --- | ------------------------------------ |
| 제13대 | 강우혁(康祐赫) | 민주정의당   | 1988년 5월 30일 - 1992년 5월 29일  | 남동구 일원 |                                      |
| 제14대 | 강우혁(康祐赫) | 민주자유당   | 1992년 5월 30일 - 1995년 6월 10일  | 남동구 일원 |                                      |
| 제15대 | 이윤성(李允盛) | 신한국당     | 1996년 5월 30일 - 2000년 5월 29일  | 남동구 갑: 구월1동, 구월2동, 구월3동, 구월4동, 간석1동, 간석2동, 간석4동, 도림동, 남촌동, 논현동, 고잔동           |                                      |
| 제15대 | 이원복(李源馥) | 신한국당     | 1996년 5월 30일 - 2000년 5월 29일  | 남동구 을: 간석3동, 만수1동, 만수2동, 만수3동, 만수4동, 만수5동, 만수6동, 장수동, 서창동                           |                                      |
| 제16대 | 이윤성(李允盛) | 한나라당     | 2000년 5월 30일 - 2004년 5월 29일  | 남동구 갑: 구월1동, 구월2동, 구월3동, 구월4동, 간석1동, 간석2동, 간석4동, 남촌도림동, 논현고잔동                   |                                      |
| 제16대 | 이호웅(李浩雄) | 새천년민주당 | 2000년 5월 30일 - 2004년 5월 29일  | 남동구 을: 간석3동, 만수1동, 만수2동, 만수3동, 만수4동, 만수5동, 만수6동, 장수서창동                               |                                      |
| 제17대 | 이윤성(李允盛) | 한나라당     | 2004년 5월 30일 - 2008년 5월 29일  | 남동구 갑: 구월1동, 구월2동, 구월3동, 구월4동, 간석1동, 간석2동, 간석4동, 남촌도림동, 논현고잔동                   |                                      |
| 제17대 | 이호웅(李浩雄) | 열린우리당   | 당선 무효                          | 남동구 을: 간석3동, 만수1동, 만수2동, 만수3동, 만수4동, 만수5동, 만수6동, 장수서창동                               |                                      |
| 제17대 | 이원복(李源馥) | 한나라당     | 2006년 10월 26일 - 2008년 5월 29일 | 남동구 을: 간석3동, 만수1동, 만수2동, 만수3동, 만수4동, 만수5동, 만수6동, 장수서창동                               |                                      |
| 제18대 | 이윤성(李允盛) | 한나라당     | 2008년 5월 30일 - 2012년 5월 29일  | 남동구 갑: 구월1동, 구월2동, 구월3동, 구월4동, 간석1동, 간석2동, 간석4동, 남촌도림동, 논현고잔동                   |                                      |
| 제18대 | 조전혁(趙全赫) | 한나라당     | 2008년 5월 30일 - 2012년 5월 29일  | 남동구 을: 간석3동, 만수1동, 만수2동, 만수3동, 만수4동, 만수5동, 만수6동, 장수서창동                               |                                      |
| 제19대 | 박남춘(朴南春) | 민주통합당   | 2012년 5월 30일 - 2016년 5월 29일  | 남동구 갑: 구월1동, 구월2동, 구월3동, 구월4동, 간석1동, 간석2동, 간석4동, 남촌도림동, 논현고잔동, 논현1동, 논현2동 |                                      |
| 제19대 | 윤관석(尹官石) | 민주통합당   | 2012년 5월 30일 - 2016년 5월 29일  | 남동구 을: 간석3동, 만수1동, 만수2동, 만수3동, 만수4동, 만수5동, 만수6동, 장수서창동                               |                                      |
| 제20대 | 박남춘(朴南春) | 더불어민주당 | 2016년 5월 30일 - 2018년 5월 14일  | 남동구 갑: 구월1동, 구월3동, 구월4동, 간석1동, 간석4동, 남촌도림동, 논현1동, 논현2동, 논현고잔동                   | 선거구 조정 구월2동·간석2동(갑 → 을) |
| 제20대 | 맹성규(孟聖奎) | 더불어민주당 | 2018년 6월 13일 - 2020년 5월 29일  | 남동구 갑: 구월1동, 구월3동, 구월4동, 간석1동, 간석4동, 남촌도림동, 논현1동, 논현2동, 논현고잔동                   | 선거구 조정 구월2동·간석2동(갑 → 을) |
| 제20대 | 윤관석(尹官石) | 더불어민주당 | 2016년 5월 30일 - 2020년 5월 29일  | 남동구 을: 구월2동, 간석2동, 간석3동, 만수1동, 만수2동, 만수3동, 만수4동, 만수5동, 만수6동, 장수서창동             | 선거구 조정 구월2동·간석2동(갑 → 을) |
| 제21대 | 맹성규(孟聖奎) | 더불어민주당 | 2020년 5월 30일 - 2024년 5월 29일  | 남동구 갑: 구월1동, 구월3동, 구월4동, 간석1동, 간석4동, 남촌도림동, 논현1동, 논현2동, 논현고잔동                   |                                      |
| 제21대 | 윤관석(尹官石) | 더불어민주당 | 2020년 5월 30일 - 2024년 5월 29일  | 남동구 을: 구월2동, 간석2동, 간석3동, 만수1동, 만수2동, 만수3동, 만수4동, 만수5동, 만수6동, 장수서창동             |                                      |
| 제22대 | 맹성규(孟聖奎) | 더불어민주당 | 2024년 5월 30일 ~ 현재             | 남동구 갑: 구월1동, 구월3동, 구월4동, 간석1동, 간석4동, 남촌도림동, 논현1동, 논현2동, 논현고잔동                   |                                      |
| 제22대 | 이훈기(李勳基) | 더불어민주당 | 2024년 5월 30일 ~ 현재             | 남동구 을: 구월2동, 간석2동, 간석3동, 만수1동, 만수2동, 만수3동, 만수4동, 만수5동, 만수6동, 장수서창동             |                                      |

## 같이 보기
- 인천 미추홀구의 국회의원
- 인천 연수구의 국회의원
- 인천 부평구의 국회의원
- 시흥시의 국회의원
- 남동구 (선거구)
- 남동구 갑
- 남동구 을